# Do It (Chloe x Halle)
Do It è un singolo del duo musicale statunitense Chloe x Halle, pubblicato il 14 maggio 2020 come secondo estratto dal secondo album in studio Ungodly Hour.

## Accoglienza
Highsnobriety ha definito Do It «assolutamente splendida, visualmente e musicalmente».
Laura Snapes per The Guardian ha eletto Do It la diciannovesima miglior canzone del 2020, mentre il team editoriale di Billboard la ventiquattresima.

## Video musicale
Il video musicale è stato reso disponibile il 15 maggio 2020. La clip ha ricevuto due candidature agli MTV Video Music Awards 2020 nelle categorie Miglior video R&B e Miglior esibizione in quarantena, grazie al video realizzato nel periodo della pandemia.

## Tracce
Testi e musiche di Chloe Bailey, Halle Bailey, Anton Kuhl, Scott Storch, Victoria Monét e Vincent van den Ende.
1. Do It – 2:56

## Formazione
- Chloe x Halle – voci
- Scott Storch – produzione
- Asoteric – co-produzione
- Avedon – co-produzione
- Dale Becker – mastering
- Tony Maserati – missaggio
- Chloe Bailey – registrazione
- Todd Robinson – registrazione
- Halle Bailey – assistenza all'ingegneria del suono
- Najeeb Jones – assistenza all'ingegneria del suono
- Thomas Cooper – assistenza all'ingegneria del suono

## Remix
Il 4 settembre 2020 è stata pubblicata una versione remix del brano realizzata con la rapper statunitense Doja Cat e con la partecipazione del duo musicale statunitense City Girls e della rapper statunitense Mulatto.

### Pubblicazione
La versione è stata resa disponibile senza alcun annuncio ufficiale, ma le artiste avevano lanciato indizi sui social media poche ore prima della sua messa in commercio.

### Tracce
1. Do It (Remix) (con Doja Cat feat. City Girls & Mulatto) – 4:15

## Successo commerciale
In seguito alla pubblicazione di Ungodly Hour, Do It ha esordito alla 83ª posizione della Billboard Hot 100 statunitense, regalando al duo la loro prima entrata nella classifica. Nella stessa settimana ha venduto 2 000 download digitali ed ha accumulato 5,9 milioni di riproduzioni in streaming, nonché un'audience radiofonica pari a 3 milioni di ascoltatori.

## Classifiche
| Classifica (2020) | Posizione massima |
| ----------------- | ----------------- |
| Stati Uniti       | 63                |